# أكمية مؤتلفة
أكمية مؤتلفة (الاسم العلمي: Aechmea conferta) هو نوع نباتي يتبع جنس الأكمية من فصيلة البروميلية.